# Borggårdstalet

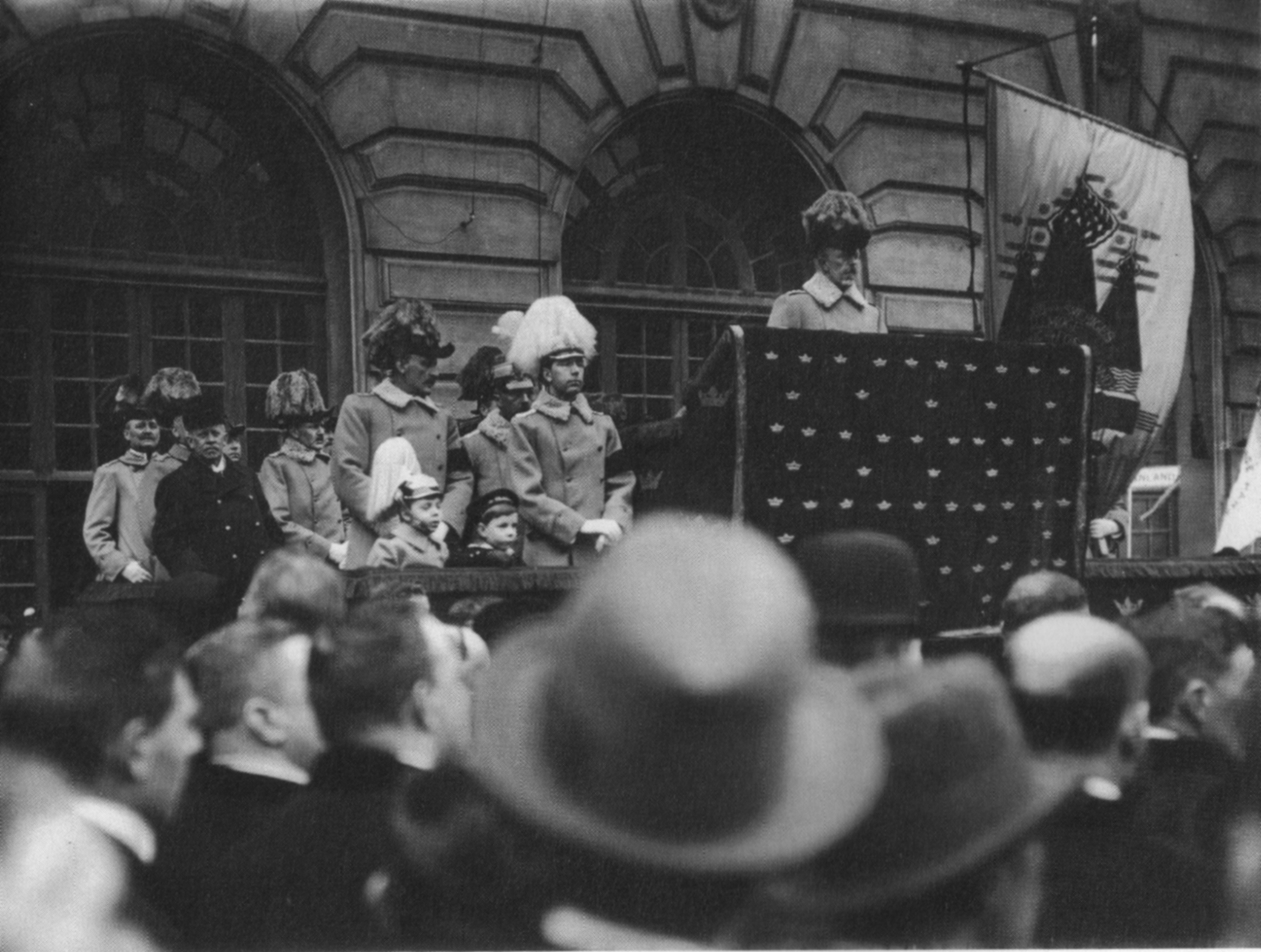
Gustaf V under borggårdstalet

Borggårdstalet var det tal som Gustaf V höll den 6 februari 1914 inför tusentals människor på Stockholms slotts borggård i samband med mottagandet av bondetåget. Talet ledde till den så kallade borggårdskrisen.

## Bakgrund
Bakgrunden var att regeringen Staaff drog ner anslagen till försvaret, bland annat gick den emot beslutet om byggandet av F-båten, vilket föregående regering, regeringen Lindman, och riksdagen hade fattat.
I november 1913 hade tanken på en stor uppvaktning till kungen tagit form för att på så vis visa att Sveriges bönder stod bakom kungen i dennes strävan att bygga ut armén och flottan. De första planerna började diskuteras mellan godsägaren Uno Nyberg och direktör J. Möllersvärd i Uppsala. Möllersvärd tog kontakt med grosshandlaren J.E. Frykberg och resultatet blev ett första möte den 15 december med 35 lantmän från Uppland för att diskutera uppvaktningen. Ett nytt möte kom till stånd några dagar senare, den 20 december 1913, där 361 lantmän samlades och beslutade att denna uppvaktning skulle kallas "Bondetåget 1914".
Sven Hedin hade gjort sig känd som en försvarsvän som i föredrag och talarturnéer förespråkade en ökad satsning på försvaret. Han hade kontakt med Frykberg och kände till planerna på en uppvaktning utan att dock vara inblandad i det organisatoriska arbetet. Hedin diskuterade ofta försvarsfrågor med löjtnant Carl Bennedich och började i slutet av januari 1914 diskutera hur kungen med ett tal borde besvara denna uppvaktning. En natt omkring den 22 januari skrev de ned ett förslag.
Förmodligen den 25 januari ringde Hedin upp kabinettskammarherren greve Claes Lewenhaupt och bad att få träffa kungen. De träffades samma dag och Hedin bad kungen att ta en titt på utkastet. Kungen läste talet två gånger och förklarade sedan att detta var det tal han skulle hålla. Kungen hade redan bett riksmarskalken greve Douglas att skriva ett tal men denne uppskattade att Hedin nu skrivit ett tal som kungen accepterat.
Fastän kungen förklarat att inget vare sig behövde läggas till eller tas bort i talet ändrade han ändå början av det sjätte stycket och formuleringen "Om också de finnas, som hysa..." till det inte lika utmanande "De saknas visserligen ej inom vårt land, som hysa...".
Hedin visade sedan talet för förstakammarhögerns ledare Ernst Trygger. Trygger förklarade att talet var briljant fastän det knappast gick att förutsäga vilka de politiska konsekvenserna skulle bli.
Kungen lät några politiker i förväg läsa talet, bland dem liberalen Louis de Geer och den tidigare statsministern Arvid Lindman som båda insåg att talet skulle kunna leda till en regeringskris. När statsminister Staaff den 5 februari hade bett att få veta vad kungen skulle säga fick denne dock inte veta några detaljer.
Hedin var inbjuden till lunch på slottet den 6 februari och kronprins Gustaf Adolf och prinsarna Carl och Eugen ville att några formuleringar skulle mjukas upp. När det verkade som om kungen var beredd att ge med sig reste sig drottning Victoria upp och förklarade att hon inte ville vara med vid framförandet av talet om kungen gav efter. Gustaf förklarade då snabbt att han skulle hålla talet precis som det var tänkt.

## Talet

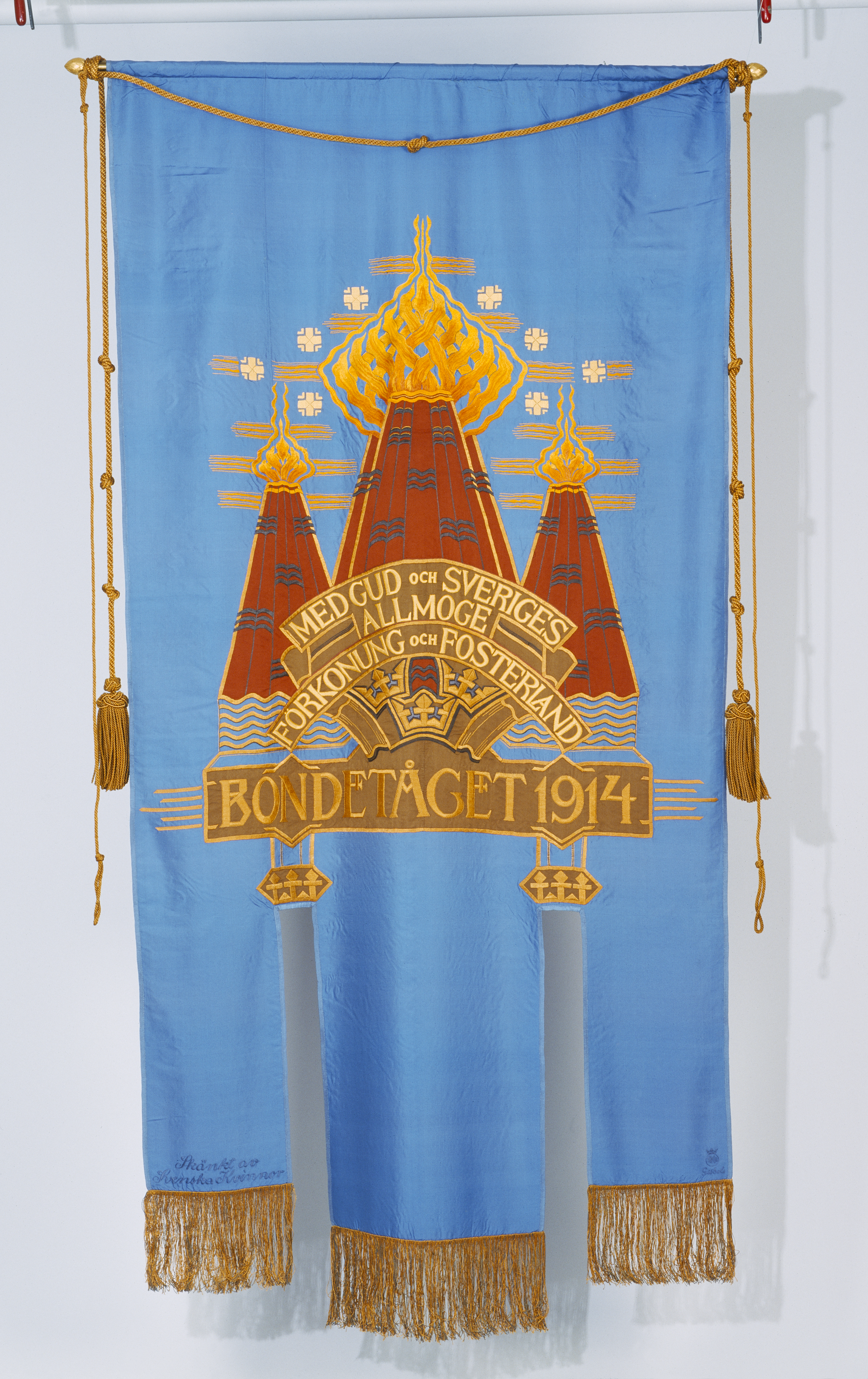
Bondetågets huvudbanér som stod placerad intill kungatribunen på inre borggården. Bevarad på Livrustkammaren.

Gustaf V höll talet på inre borggården. För de människor som inte fått plats på inre borggården lästes talet upp på nytt av kronprins Gustaf Adolf och prins Carl.
I talet gjorde kungen klart att han ville ha en förlängd militär grundutbildning, den fråga vars avgörande statsminister Staaff ville skjuta på till efter andrakammarvalet 1914.  
Kungen uttalade sin glädje över den offervilja som bönderna uppvisat. "Intet kan", sade han, "för en konung vara mera dyrbart än att från folkets egna läppar mottaga vittnesbörden om dess håg och vilja att skänka honom sitt trofasta stöd vid utövandet av hans ofta tunga konungsliga plikt. Ingen konung, som före mig burit Sveriges krona, har i samma mått som jag åtnjutit förmånen att på denna plats stå ansikte mot ansikte med menige Sveriges allmoge och höra dess röst. Medvetandet om edert orubbliga förtroende till eder konung gör mitt kungliga värv visserligen dubbelt ansvarsfullt men på samma gång lättare att fullgöra, och jag lovar att icke svika eder."
Gustav V fortsatte:
| ” | De saknas visserligen ej inom vårt land, som hysa den meningen, att frågan om övningstiden för infanteriet icke nu bör lösas, men jag delar ingalunda denna uppfattning; tvärtom har jag samma åsikt som I för mig nyss uttalat, nämligen att försvarsfrågan i sin helhet bör behandlas och avgöras nu, ofördröjligen och i ett sammanhang. De fordringar på fälthärens slagfärdighet och krigsberedskap, som av sakkunskapen inom min armé uppställas såsom oeftergivliga, frångår jag icke. För lösandet av sina stora uppgifter måste vidare min flotta icke allenast vidmakthållas utan också i betydande mån förstärkas. | „ |

Kungens formuleringar om "min armé" och "min flotta" antydde att dessa krav inte var förhandlingsbara, oavsett regeringens synpunkter, och att monarken gjorde anspråk på att betraktas som krigsmaktens egentlige chef. Denna diskrepans mellan kungens inställning och hans regerings åsikter och position orsakade inom några dagar en konstitutionell kris, borggårdskrisen, som ledde till den liberala regeringens avgång.

## Talskrivaren
För samtiden var det inte känt att det var Sven Hedin som skrivit talet. I tidningarnas ledarkommentarer efteråt utpekades framför allt Verner von Heidenstam som den påstådda eller förmodade författaren. Hedin hade hjälp av Carl Bennedich.
I TV4:s programserie om svenska drottningar påstås att det var drottning Victoria som skrivit talet (Drottningarna del 8 sänt 12 mars 2020). I SVT:s programserie om svenska drottningar hävdas att drottning Victoria citat, renskrivit det tal som Sven Hedin formulerat (Drottning av Sverige del 2 sänt 1997).